# Phyllodromica latipennis
Phyllodromica latipennis es una especie de cucaracha del género Phyllodromica, familia Ectobiidae. Fue descrita científicamente por Bohn & Chládek en 2011.
Habita en Eslovaquia y Hungría.